# Stefano Davanzati
Stefano Davanzati (* 5. März 1957 in Livorno) ist ein italienischer Schauspieler.

## Filmografie
- 1978: Porco mondo
- 1983: Mystere – Der Killer und das Callgirl
- 1986: Fieber im Herzen, auch Fiber im Blut – La Veneziana
- 1987: Die Untersuchung
- 1987: Farewell Moskau
- 1988: Falschmünzer der Liebe
- 1989: Die Verlobten
- 1990: Ich wollte Hosen
- 1992: Nur aus Liebe
- 1991–1992: Prinzessin Fantaghirò
- 2010: Goodbye Mama
- 2017: Noble Earth